# Axel Kristensen
Pour les articles homonymes, voir Kristensen.
Axel Christian Kristensen, né le 1er avril 1895 à Copenhague (Danemark) et mort le 11 novembre 1971 à Frederiksberg (Danemark), est un homme politique danois membre du parti Venstre, ancien ministre et ancien député au Parlement (le Folketing).

## Décoration
- Commandeur de l'ordre du Dannebrog